# Dieci notti di sogni
Dieci notti di sogni (夢十夜?, Yumejūya) è una serie di brevi racconti dello scrittore giapponese Natsume Sōseki pubblicato a puntate sull'Asahi Shinbun dal 25 luglio al 5 agosto 1908.
Sōseki scrive di dieci sogni ambientati in vari periodi temporali, tra cui il suo tempo (il periodo Meiji) e fino all'Età degli dei e al periodo Kamakura. Quattro dei dieci sogni iniziano con la frase "Questo è ciò che ho visto in sogno" (こんな夢を見た?, Konna yume o mita).
La prima edizione italiana, della casa editrice Jouvence a cura di Paola Cavaliere, è del 2016.